# Daniel Mekobe Sone
Daniel Mekobe Sone, née le 8 août 1946 à Ngol Manjo, est un magistrat camerounais. Il est premier président de la cour suprême du Cameroun depuis décembre 2014.

## Biographie

### Enfance, éducation et débuts
Daniel Mekobe Sone est né 8 août 1946 à Ngolebomo près de Manjo, dans la région du Littoral. 

### Carrière
Daniel Mekobe Sone intègre la magistrature le 7 juin 1980. Il commence sa carrière en tant que juge du tribunal de première instance de Foumban. Ensuite, il assure tour à tour les fonctions président du Tribunal de première instance de Sangmelima, de président du tribunal de Première Instance de Yaoundé et en 1990 celle de Président du tribunal de Grande Instance du Mfoundi. En 1998, il est affecté au poste de président de la Cour d’appel du Littoral. Il est le président de la Cour d’appel du Littoral pendant une dizaine d’années. En 2010, il est rappelé au ministère de la Justice à la tête de la direction de la législation. 
En 2012, il est à nouveau nommé conseiller à la Cour suprême. Le 18 décembre 2014, il est nommé Premier Président de la Cour Suprême par décret du président Paul Biya. Il remplace Alexis Dipanda Mouelle qui occupait cette fonction depuis 1990.